# Бушвакеры

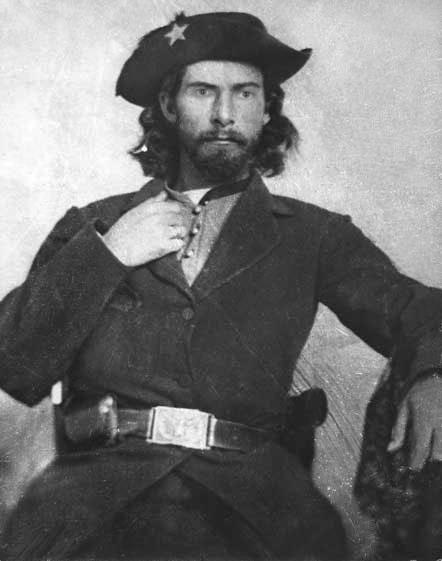
Известный бушвакер Кровавый Билл Андерсон

Бушвакеры (англ. Bushwhacker) — американские партизанские формирования, действовавшие во время Войны за независимость США, Англо-американской войны 1812 года, Гражданской войны в США и других конфликтов на оспариваемых территориях, испытывавших нехватку государственного контроля. Особое распространение бушвакерская деятельность получила в сельской местности во время Американской гражданской войны, когда возникли непримиримые разногласия между сторонниками Союза и Конфедерации. Термин бушвакинг (англ. Bushwhacking) до сих пор используется для описания засад, устроенных в целях истощения противника.
Бушвакеры обычно входили в состав нерегулярных вооруженных сил с обеих сторон. Хотя бушвакеры проводили хорошо организованные рейды против военных, самые ужасные из нападений состояли из засад на отдельных лиц и рейдов на дома в сельской местности. В сельской местности акции носили особенно подстрекательский характер, поскольку часто сводились к дракам между соседями и использовались для сведения личных счетов. Поскольку нападавшие не имели надлежащих знаков различия, Союз считал их террористами.